# Cómics Futurama
Futurama Comics fue una serie estadounidense de cómics de temática humorística y ciencia ficción paródica. Publicada bimensualmente por Bongo Comics Group, una editorial estadounidense perteneciente al autor de los personajes y el concepto, Matt Groening, adaptaba la popular telecomedia animada Futurama. Aunque compartía guionistas, los sucesos del programa de televisión diferían de los de la serie de cómic, lo que hizo que se considerasen dos series diferentes, estrategia ya usada por Bongo Cómics con otra de sus series más populares, Simpson Comics, buscando que dichas series tuvieran entidad propia y no dependieran de sus hermanas televisivas.
Publicada ininterrumpidamente desde 2000, la serie finalizó su andadura en el año 2018, tras anunciar la editorial que pasaba a ser una serie de cómic digital.

## Argumento
Futurama Cómics narraba los avatares de los empleados de la empresa de mensajería Planet Express, una compañía situada en la ciudad de Nueva Nueva York (un trasunto futurista de la ciudad de Nueva York) en el año 3000. El equipo, compuesto por un robot, un joven humano y una alienígena cíclope, transportaba paquetería a planetas inusuales, lugares perdidos en cualquier punto del universo conocido, viéndose envuelto en todo tipo de aventuras en su camino de regreso a la Tierra.
El cómic hacía un uso mayor de los personajes recurrentes, como Hubert Farnsworth, el Diablo Robot e Inez Wong.

## Formato
La serie está compuesta por un total de 83 números de periodicidad mensual que aparecieron de forma ininterrumpida desde el año 2000 hasta su finalización en 2018.
Cada número consistía de al menos una historia de alrededor de 27 páginas (ocasionalmente aparecen también historias cortas), y páginas de cartas y fanart. También había anuncios publicitarios de hasta una página, anunciando productos completamente absurdos, en una parodia de los tipos de cupones que aparecían en otros cómics.
En una forma similar a la serie de televisión, cada número incluía un texto humorístico (por ejemplo, "Hecho en los EE.UU!" (Impreso en Canadá)"). Estos textos variaban según el país donde se vendía. Cada número contenía una historia auto-conclusiva y fueron impresos en el tamaño estándar 6⅝" x 10¼".

## Producción
Los lápices y tintas permanecieron de forma consistente en los modelos de la serie. Los lápices fueron desarrollados por el personal habitual de Bongo Comics, James Lloyd, John Delaney, Tom King, Pam Cooke y Mike Kazaleh. Cada cómic fue dibujado por un artista, salvo contadas excepciones. En los guiones fueron usados muchos de los guionistas del programa de televisión, aunque, mantuvieron las distancias con los guiones del mismo.